# イオプ・イオプアソ
イオプ・イオプアソ（Iopu Iopu Aso、1991年4月1日 - ）は、2018年現在トップチャレンジリーグ近鉄ライナーズに所属するラグビー選手。

## プロフィール
- ニュージーランド出身[1]。
- ポジションはフランカー(FL)、ナンバーエイト(No8)。
- 身長 190cm、体重 107kg。
- ニックネームはオプ2。
- U20サモア代表や7人制ニュージーランド代表に選ばれたことがある[2]。

## 来歴
マウントアルバートグラマー高校、タラナキ、ハリケーンズを経て、2017年、近鉄ライナーズに加入。同年8月26日に行われたジャパンラグビートップリーグ第2節のサントリーサンゴリアス戦に途中出場で日本での公式戦初出場を果たした。